# Campeonato Mundial de Halterofilismo de 2018
O Campeonato Mundial de Halterofilismo de 2018 foi a 84ª edição do campeonato de halterofilismo, organizado pela Federação Internacional de Halterofilismo (FIH). O campeonato ocorreu na Arena de Halterofilismo de Asgabade, em Asgabade, no Turcomenistão, entre 1 a 10 de novembro de 2018. Foram disputadas 20 categorias (10 masculino e 10 feminino), com a presença de 582 halterofilistas de 85 nacionalidades filiadas à Federação Internacional de Halterofilismo (FIH). Teve como destaque a China com 54 medalhas no total, sendo 26 de ouro.  A FIH reorganizou as categorias de peso e descartou todos os recordes mundiais anteriores; apenas os desempenhos que excedessem os "padrões mundiais" definidos contariam como novos recordes.

## Calendário
| Data→ Categoria ↓ | Sex 02 | Sab 03 | Dom 04 | Seg 05 | Ter 06 | Qua 07 | Qui 08 | Sex 09 | Sab 10 |
| ----------------- | ------ | ------ | ------ | ------ | ------ | ------ | ------ | ------ | ------ |
| 55 kg             | ●      |        |        |        |        |        |        |        |        |
| 61 kg             |        | ●      |        |        |        |        |        |        |        |
| 67 kg             |        |        | ●      |        |        |        |        |        |        |
| 73 kg             |        |        | ●      |        |        |        |        |        |        |
| 81 kg             |        |        |        | ●      |        |        |        |        |        |
| 89 kg             |        |        |        |        | ●      |        |        |        |        |
| 96 kg             |        |        |        |        |        | ●      |        |        |        |
| 102 kg            |        |        |        |        |        |        | ●      |        |        |
| 109 kg            |        |        |        |        |        |        |        | ●      |        |
| +109 kg           |        |        |        |        |        |        |        |        | ●      |

| Data→ Categoria ↓ | Sex 02 | Sab 03 | Dom 04 | Seg 05 | Ter 06 | Qua 07 | Qui 08 | Sex 09 | Sab 10 |
| ----------------- | ------ | ------ | ------ | ------ | ------ | ------ | ------ | ------ | ------ |
| 45 kg             | ●      |        |        |        |        |        |        |        |        |
| 49 kg             |        | ●      |        |        |        |        |        |        |        |
| 55 kg             |        | ●      |        |        |        |        |        |        |        |
| 59 kg             |        |        | ●      |        |        |        |        |        |        |
| 64 kg             |        |        |        | ●      |        |        |        |        |        |
| 71 kg             |        |        |        |        | ●      |        |        |        |        |
| 76 kg             |        |        |        |        |        | ●      |        |        |        |
| 81 kg             |        |        |        |        |        |        | ●      |        |        |
| 87 kg             |        |        |        |        |        |        |        | ●      |        |
| +87 kg            |        |        |        |        |        |        |        |        | ●      |

## Medalhistas
Os resultados foram os seguintes. 

### Masculino
| Evento             | Ouro                          | Ouro             | Prata                            | Prata            | Bronze                               | Bronze           |
| 55 kg (detalhes)   | 55 kg (detalhes)              | 55 kg (detalhes) | 55 kg (detalhes)                 | 55 kg (detalhes) | 55 kg (detalhes)                     | 55 kg (detalhes) |
| ------------------ | ----------------------------- | ---------------- | -------------------------------- | ---------------- | ------------------------------------ | ---------------- |
| Arranque           | Om Yun-chol · Coreia do Norte | 120 kg           | Arli Chontey · Cazaquistão       | 120 kg           | Josué Brachi · Espanha               | 115 kg           |
| Arremesso          | Om Yun-chol · Coreia do Norte | 162 kg           | Lại Gia Thành · Vietname         | 142 kg           | Angel Rusev · Bulgária               | 140 kg           |
| Total              | Om Yun-chol · Coreia do Norte | 282 kg           | Arli Chontey · Cazaquistão       | 258 kg           | Mirco Scarantino · Itália            | 252 kg           |
| 61 kg (detalhes)   |                               |                  |                                  |                  |                                      |                  |
| Arranque           | Eko Yuli Irawan · Indonésia   | 143 kg           | Li Fabin\| · China               | 142 kg           | Qin Fulin · China                    | 139 kg           |
| Arremesso          | Eko Yuli Irawan · Indonésia   | 174 kg           | Qin Fulin · China                | 169 kg           | Francisco Mosquera · Colômbia        | 169 kg           |
| Total              | Eko Yuli Irawan · Indonésia   | 317 kg           | Li Fabin · China                 | 310 kg           | Qin Fulin · China                    | 308 kg           |
| 67 kg (detalhes)   |                               |                  |                                  |                  |                                      |                  |
| Arranque           | Huang Minhao · China          | 152 kg           | Chen Lijun · China               | 150 kg           | Julio Mayora · Venezuela             | 147 kg           |
| Arremesso          | Chen Lijun · China            | 182 kg           | Doston Yokubov · Uzbequistão     | 180 kg           | Óscar Figueroa · Colômbia            | 178 kg           |
| Total              | Chen Lijun · China            | 332 kg           | Huang Minhao · China             | 323 kg           | Julio Mayora · Venezuela             | 322 kg           |
| 73 kg (detalhes)   |                               |                  |                                  |                  |                                      |                  |
| Arranque           | Shi Zhiyong · China           | 164 kg           | Vadzim Likharad · Bielorrússia   | 156 kg           | Feng Lüdong · China                  | 155 kg           |
| Arremesso          | Shi Zhiyong · China           | 196 kg           | Won Jeong-sik Coreia do Sul      | 195 kg           | Nijat Rahimov · Cazaquistão          | 190 kg           |
| Total              | Shi Zhiyong · China           | 360 kg           | Won Jeong-sik Coreia do Sul      | 348 kg           | Vadzim Likharad · Bielorrússia       | 343 kg           |
| 81 kg (detalhes)   |                               |                  |                                  |                  |                                      |                  |
| Arranque           | Mohamed Ehab · Egito          | 173 kg           | Lu Xiaojun · China               | 172 kg           | Li Dayin · China                     | 168 kg           |
| Arremesso          | Li Dayin · China              | 204 kg           | Lu Xiaojun · China               | 202 kg           | Mohamed Ehab · Egito                 | 200 kg           |
| Total              | Lu Xiaojun · China            | 374 kg           | Mohamed Ehab · Egito             | 373 kg           | Li Dayin · China                     | 372 kg           |
| 89 kg (detalhes)   |                               |                  |                                  |                  |                                      |                  |
| Arranque           | Arley Méndez · Chile          | 169 kg           | Pavel Khadasevich · Bielorrússia | 169 kg           | Jhor Moreno · Colômbia               | 168 kg           |
| Arremesso          | Artem Okulov · Rússia         | 206 kg           | Hakob Mkrtchyan · Armênia        | 205 kg           | Keydomar Vallenilla · Venezuela      | 204 kg           |
| Total              | Artem Okulov · Rússia         | 372 kg           | Pavel Khadasevich · Bielorrússia | 371 kg           | Revaz Davitadze · Geórgia            | 371 kg           |
| 96 kg (detalhes)   |                               |                  |                                  |                  |                                      |                  |
| Arranque           | Sohrab Moradi Irão            | 186 kg           | Tian Tao · China                 | 181 kg           | Yauheni Tsikhantsou · Bielorrússia   | 180 kg           |
| Arremesso          | Sohrab Moradi Irão            | 230 kg           | Tian Tao · China                 | 226 kg           | Fares El-Bakh · Catar                | 217 kg           |
| Total              | Sohrab Moradi Irão            | 416 kg           | Tian Tao · China                 | 407 kg           | Nicolae Onică · Roménia              | 391 kg           |
| 102 kg (detalhes)  |                               |                  |                                  |                  |                                      |                  |
| Arranque           | Akbar Djuraev · Uzbequistão   | 180 kg           | Ali Hashemi Irão                 | 179 kg           | Dmytro Chumak · Ucrânia              | 176 kg           |
| Arremesso          | Reza Beiralvand Irão          | 218 kg           | Dmytro Chumak · Ucrânia          | 217 kg           | Ali Hashemi Irão                     | 217 kg           |
| Total              | Ali Hashemi Irão              | 396 kg           | Dmytro Chumak · Ucrânia          | 393 kg           | Reza Beiralvand Irão                 | 393 kg           |
| 109 kg (detalhes)  |                               |                  |                                  |                  |                                      |                  |
| Arranque           | Yang Zhe · China              | 196 kg           | Simon Martirossian · Armênia     | 195 kg           | Rodion Bochkov · Rússia              | 190 kg           |
| Arremesso          | Simon Martirossian · Armênia  | 240 kg           | Arkadiusz Michalski · Polónia    | 228 kg           | Ruslan Nurudinov · Uzbequistão       | 227 kg           |
| Total              | Simon Martirossian · Armênia  | 435 kg           | Yang Zhe · China                 | 419 kg           | Arkadiusz Michalski · Polónia        | 403 kg           |
| +109 kg (detalhes) |                               |                  |                                  |                  |                                      |                  |
| Arranque           | Lasha Talakhadze · Geórgia    | 217 kg           | Gor Minassian · Armênia          | 205 kg           | Irakli Turmanidze · Geórgia          | 203 kg           |
| Arremesso          | Lasha Talakhadze · Geórgia    | 257 kg           | Gor Minassian · Armênia          | 245 kg           | Hojamuhammet Toýçyýew Turquemenistão | 240 kg           |
| Total              | Lasha Talakhadze · Geórgia    | 474 kg           | Gor Minassian · Armênia          | 450 kg           | Fernando Reis · Brasil               | 436 kg           |

- — RECORDE 
MUNDIAL

### Feminino
| Evento            | Ouro                             | Ouro             | Prata                                   | Prata            | Bronze                                  | Bronze           |
| 45 kg (detalhes)  | 45 kg (detalhes)                 | 45 kg (detalhes) | 45 kg (detalhes)                        | 45 kg (detalhes) | 45 kg (detalhes)                        | 45 kg (detalhes) |
| ----------------- | -------------------------------- | ---------------- | --------------------------------------- | ---------------- | --------------------------------------- | ---------------- |
| Arranque          | Chiraphan Nanthawong · Tailândia | 76 kg            | Ýulduz Jumabaýewa Turquemenistão        | 75 kg            | Alessandra Pagliaro · Itália            | 70 kg            |
| Arremesso         | Ýulduz Jumabaýewa Turquemenistão | 104 kg           | Chiraphan Nanthawong · Tailândia        | 95 kg            | Katherin Echandía · Venezuela           | 90 kg            |
| Total             | Ýulduz Jumabaýewa Turquemenistão | 179 kg           | Chiraphan Nanthawong · Tailândia        | 171 kg           | Katherin Echandía · Venezuela           | 157 kg           |
| 49 kg (detalhes)  |                                  |                  |                                         |                  |                                         |                  |
| Arranque          | Hou Zhihui · China               | 93 kg            | Jiang Huihua · China                    | 92 kg            | Beatriz Pirón · República Dominicana    | 84 kg            |
| Arremesso         | Hou Zhihui · China               | 115 kg           | Jiang Huihua · China                    | 114 kg           | Elena Andrieș · Roménia                 | 105 kg           |
| Total             | Hou Zhihui · China               | 208 kg           | Jiang Huihua · China                    | 206 kg           | Elena Andrieș · Roménia                 | 188 kg           |
| 55 kg (detalhes)  |                                  |                  |                                         |                  |                                         |                  |
| Arranque          | Li Yajun · China                 | 102 kg           | Zhang Wanqiong · China                  | 101 kg           | Muattar Nabieva · Uzbequistão           | 98 kg            |
| Arremesso         | Zhang Wanqiong · China           | 124 kg           | Li Yajun · China                        | 123 kg           | Zulfiya Chinshanlo · Cazaquistão        | 120 kg           |
| Total             | Li Yajun · China                 | 225 kg           | Zhang Wanqiong · China                  | 225 kg           | Zulfiya Chinshanlo · Cazaquistão        | 213 kg           |
| 59 kg (detalhes)  |                                  |                  |                                         |                  |                                         |                  |
| Arranque          | Kuo Hsing-chun · Taipé Chinesa   | 105 kg           | Hoàng Thị Duyên · Vietname              | 103 kg           | Rebeka Koha · Letônia                   | 103 kg           |
| Arremesso         | Chen Guiming · China             | 133 kg           | Kuo Hsing-chun · Taipé Chinesa          | 132 kg           | Mikiko Ando · Japão                     | 131 kg           |
| Total             | Kuo Hsing-chun · Taipé Chinesa   | 237 kg           | Chen Guiming · China                    | 231 kg           | Rebeka Koha · Letônia                   | 227 kg           |
| 64 kg (detalhes)  |                                  |                  |                                         |                  |                                         |                  |
| Arranque          | Deng Wei · China                 | 112 kg           | Loredana Toma · Roménia                 | 110 kg           | Karina Goricheva · Cazaquistão          | 107 kg           |
| Arremesso         | Deng Wei · China                 | 140 kg           | Rim Un-sim · Coreia do Norte            | 134 kg           | Mercedes Pérez · Colômbia               | 127 kg           |
| Total             | Deng Wei · China                 | 252 kg           | Rim Un-sim · Coreia do Norte            | 239 kg           | Loredana Toma · Roménia                 | 234 kg           |
| 71 kg (detalhes)  |                                  |                  |                                         |                  |                                         |                  |
| Arranque          | Zhang Wangli · China             | 115 kg           | Nadezda Likhacheva · Cazaquistão        | 112 kg           | Sara Ahmed · Egito                      | 111 kg           |
| Arremesso         | Zhang Wangli · China             | 152 kg           | Sara Ahmed · Egito                      | 141 kg           | Mattie Rogers · Estados Unidos          | 133 kg           |
| Total             | Zhang Wangli · China             | 267 kg           | Sara Ahmed · Egito                      | 252 kg           | Nadezda Likhacheva · Cazaquistão        | 242 kg           |
| 76 kg (detalhes)  |                                  |                  |                                         |                  |                                         |                  |
| Arranque          | Rim Jong-sim · Coreia do Norte   | 119 kg           | Wang Zhouyu · China                     | 118 kg           | Neisi Dajomes · Equador                 | 117 kg           |
| Arremesso         | Wang Zhouyu · China              | 152 kg           | Rim Jong-sim · Coreia do Norte          | 150 kg           | Leydi Solís · Colômbia                  | 146 kg           |
| Total             | Wang Zhouyu · China              | 270 kg           | Rim Jong-sim · Coreia do Norte          | 269 kg           | Neisi Dajomes · Equador                 | 259 kg           |
| 81 kg (detalhes)  |                                  |                  |                                         |                  |                                         |                  |
| Arranque          | Lydia Valentín · Espanha         | 113 kg           | Raushan Meshitkhanova · Cazaquistão     | 108 kg           | Darya Naumava · Bielorrússia            | 108 kg           |
| Arremesso         | Darya Naumava · Bielorrússia     | 137 kg           | Tamara Salazar · Equador                | 137 kg           | Lydia Valentín · Espanha                | 136 kg           |
| Total             | Lydia Valentín · Espanha         | 249 kg           | Darya Naumava · Bielorrússia            | 245 kg           | Tamara Salazar · Equador                | 242 kg           |
| 87 kg (detalhes)  |                                  |                  |                                         |                  |                                         |                  |
| Arranque          | Ao Hui · China                   | 117 kg           | Crismery Santana · República Dominicana | 116 kg           | Kim Un-ju · Coreia do Norte             | 111 kg           |
| Arremesso         | Kim Un-ju · Coreia do Norte      | 152 kg           | Ao Hui · China                          | 151 kg           | María Fernanda Valdés · Chile           | 140 kg           |
| Total             | Ao Hui · China                   | 268 kg           | Kim Un-ju · Coreia do Norte             | 263 kg           | Crismery Santana · República Dominicana | 254 kg           |
| +87 kg (detalhes) |                                  |                  |                                         |                  |                                         |                  |
| Arranque          | Tatiana Kachirina · Rússia       | 145 kg           | Meng Suping · China                     | 143 kg           | Kim Kuk-hyang · Coreia do Norte         | 130 kg           |
| Arremesso         | Tatiana Kachirina · Rússia       | 185 kg           | Meng Suping · China                     | 184 kg           | Kim Kuk-hyang · Coreia do Norte         | 165 kg           |
| Total             | Tatiana Kachirina · Rússia       | 330 kg           | Meng Suping · China                     | 327 kg           | Kim Kuk-hyang · Coreia do Norte         | 295 kg           |

- — RECORDE 
MUNDIAL

## Quadro de medalhas
Quadro de medalhas no total combinado
| Ordem | País                 | Medalha de ouro | Medalha de prata | Medalha de bronze | Total |
| ----- | -------------------- | --------------- | ---------------- | ----------------- | ----- |
| 1     | China                | 9               | 8                | 2                 | 19    |
| 2     | Irão                 | 2               | 0                | 1                 | 3     |
| 3     | Rússia               | 2               | 0                | 0                 | 2     |
| 4     | Coreia do Norte      | 1               | 3                | 1                 | 5     |
| 5     | Armênia              | 1               | 1                | 0                 | 2     |
| 6     | Geórgia              | 1               | 0                | 1                 | 2     |
| 7     | Taipé Chinesa        | 1               | 0                | 0                 | 1     |
| 7     | Indonésia            | 1               | 0                | 0                 | 1     |
| 7     | Espanha              | 1               | 0                | 0                 | 1     |
| 7     | Turquemenistão       | 1               | 0                | 0                 | 1     |
| 11    | Bielorrússia         | 0               | 2                | 1                 | 3     |
| 12    | Egito                | 0               | 2                | 0                 | 2     |
| 13    | Cazaquistão          | 0               | 1                | 2                 | 3     |
| 14    | Coreia do Sul        | 0               | 1                | 0                 | 1     |
| 14    | Tailândia            | 0               | 1                | 0                 | 1     |
| 14    | Ucrânia              | 0               | 1                | 0                 | 1     |
| 17    | Roménia              | 0               | 0                | 3                 | 3     |
| 18    | Equador              | 0               | 0                | 2                 | 2     |
| 18    | Venezuela            | 0               | 0                | 2                 | 2     |
| 20    | Brasil               | 0               | 0                | 1                 | 1     |
| 20    | República Dominicana | 0               | 0                | 1                 | 1     |
| 20    | Itália               | 0               | 0                | 1                 | 1     |
| 20    | Letônia              | 0               | 0                | 1                 | 1     |
| 20    | Polónia              | 0               | 0                | 1                 | 1     |
| Total | Total                | 20              | 20               | 20                | 60    |

Quadro de medalhas nos levantamentos + total combinado
| Ordem | País                 | Medalha de ouro | Medalha de prata | Medalha de bronze | Total |
| ----- | -------------------- | --------------- | ---------------- | ----------------- | ----- |
| 1     | China                | 26              | 23               | 5                 | 54    |
| 2     | Coreia do Norte      | 5               | 5                | 4                 | 14    |
| 3     | Irão                 | 5               | 1                | 2                 | 8     |
| 4     | Rússia               | 5               | 0                | 1                 | 6     |
| 5     | Geórgia              | 3               | 0                | 2                 | 5     |
| 6     | Indonésia            | 3               | 0                | 0                 | 3     |
| 7     | Armênia              | 2               | 5                | 0                 | 7     |
| 8     | Turquemenistão       | 2               | 1                | 1                 | 4     |
| 9     | Taipé Chinesa        | 2               | 1                | 0                 | 3     |
| 10    | Espanha              | 2               | 0                | 2                 | 4     |
| 11    | Bielorrússia         | 1               | 4                | 3                 | 8     |
| 12    | Egito                | 1               | 3                | 2                 | 6     |
| 13    | Tailândia            | 1               | 2                | 0                 | 3     |
| 14    | Uzbequistão          | 1               | 1                | 2                 | 4     |
| 15    | Chile                | 1               | 0                | 1                 | 2     |
| 16    | Cazaquistão          | 0               | 4                | 5                 | 9     |
| 17    | Ucrânia              | 0               | 2                | 1                 | 3     |
| 18    | Coreia do Sul        | 0               | 2                | 0                 | 2     |
| 18    | Vietname             | 0               | 2                | 0                 | 2     |
| 20    | Roménia              | 0               | 1                | 4                 | 5     |
| 21    | Equador              | 0               | 1                | 3                 | 4     |
| 22    | República Dominicana | 0               | 1                | 2                 | 3     |
| 23    | Polónia              | 0               | 1                | 1                 | 2     |
| 24    | Colômbia             | 0               | 0                | 5                 | 5     |
| 24    | Venezuela            | 0               | 0                | 5                 | 5     |
| 26    | Itália               | 0               | 0                | 2                 | 2     |
| 26    | Letônia              | 0               | 0                | 2                 | 2     |
| 28    | Brasil               | 0               | 0                | 1                 | 1     |
| 28    | Bulgária             | 0               | 0                | 1                 | 1     |
| 28    | Japão                | 0               | 0                | 1                 | 1     |
| 28    | Catar                | 0               | 0                | 1                 | 1     |
| 28    | Estados Unidos       | 0               | 0                | 1                 | 1     |
| Total | Total                | 60              | 60               | 60                | 180   |

## Classificação por equipe
| Posição | Equipe        | Pontos |
| ------- | ------------- | ------ |
| 1       | China         | 724    |
| 2       | Bielorrússia  | 468    |
| 3       | Irão          | 452    |
| 4       | Rússia        | 434    |
| 5       | Geórgia       | 395    |
| 6       | Coreia do Sul | 391    |

| Posição | Equipe          | Pontos |
| ------- | --------------- | ------ |
| 1       | China           | 797    |
| 2       | Cazaquistão     | 488    |
| 3       | Rússia          | 483    |
| 4       | Estados Unidos  | 462    |
| 5       | México          | 421    |
| 6       | Coreia do Norte | 368    |

## Participantes
Um total de 582 halterofilistas de 85 nacionalidades participaram do evento.
| - Albânia (5) - Argélia (2) - Armênia (8) - Austrália (5) - Áustria (1) - Azerbaijão (7) - Bangladesh (1) - Bielorrússia (16) - Bélgica (2) - Brasil (4) - Bulgária (8) - Canadá (13) - Chile (4) - China (20) - Taipé Chinesa (12) - Colômbia (13) - Croácia (1) - Cuba (3) - Chéquia (8) - Dinamarca (9) - República Dominicana (7) - Equador (10) - Egito (5) - Estónia (1) - Finlândia (9) - França (5) - Geórgia (7) - Alemanha (11) - Gana (2) | - Reino Unido (8) - Grécia (3) - Hungria (3) - Islândia (3) - Índia (5) - Indonésia (10) - Irão (8) - Iraque (5) - Irlanda (1) - Israel (6) - Itália (10) - Japão (20) - Cazaquistão (20) - Kosovo (2) - Letônia (4) - Líbano (1) - Lituânia (6) - Malta (1) - Ilhas Maurícias (1) - México (19) - Moldávia (4) - Mongólia (4) - Nova Zelândia (2) - Nigéria (5) - Coreia do Norte (12) - Noruega (3) - Peru (2) - Filipinas (5) - Polónia (9) | - Porto Rico (8) - Catar (1) - Roménia (4) - Rússia (20) - São Vicente e Granadinas (1) - Samoa (5) - Arábia Saudita (2) - Sérvia (2) - Eslováquia (8) - Eslovênia (1) - África do Sul (6) - Coreia do Sul (19) - Espanha (12) - Suécia (3) - Suíça (2) - Tailândia (19) - Tonga (2) - Tunísia (2) - Turquia (17) - Turquemenistão (8) - Ucrânia (10) - Emirados Árabes Unidos (1) - Estados Unidos (20) - Uruguai (1) - Uzbequistão (12) - Venezuela (10) - Vietname (5) |